# HAT-P-11b
Координати:  19г 50м 50.2469с, +48° 04′ 51.085″
HAT-P-11b — екзопланета в сузір'ї Лебедя, виявлена у 2009 році транзитним методом за допомогою телескопа HATNet. Планета знаходиться на відстані 123 світлових років від Землі. Обертається навколо помаранчевого карлика HAT-P-11, подібного до нашого Сонця. Радіус у 5 разів більший земного, маса приблизно в 26 разів більша. Імовірно складається з важкого кам'яного ядра, яке оточене щільним шаром газів, 90 % з яких становить водень. На момент відкриття це була найменша відома екзопланета, що спричинило за собою чимало припущень про потенційну населеність. Які однак досить швидко розвіялися через екстримально високі температури на освітленій зіркою стороні планети — близько 605 °C.
Міжнародна група вчених зробила спектральний аналіз атмосфери екзопланети, в результаті чого було підтверджено присутність великої кількості водяної пари в середніх і нижніх шарах. У ході дослідження також було визначено, що верхні шари атмосфери цього «гарячого нептуна» досить спокійні і повністю прозорі: там абсолютно немає щільних хмар, властивих газовим гігантам Сонячної системи.